# Metanfetamina
A metanfetamina (N-metilanfetamina), popularmente conhecida como cristal quando produzida clandestinamente, é uma droga sintética estimulante cujos efeitos se manifestam no sistema nervoso central e periférico. A metanfetamina tem-se popularizado como droga de abuso devido aos seus efeitos agradáveis, intensos e de longa duração tais como a euforia, aumento do estado de alerta, da autoestima, do apetite sexual, da percepção das sensações e pela intensificação de emoções. Por outro lado, diminui o apetite, a fadiga e a necessidade de dormir.
Atualmente, a metanfetamina consta da lista A3 de substâncias psicotrópicas da ANVISA, ao lado de outros estimulantes como o metilfenidato e a anfetamina, sendo ilegal a sua posse ou utilização sem uma receita médica adequada. Por suas propriedades, a metanfetamina já foi prescrita por médicos para auxiliar no tratamento de transtornos psiquiátricos como transtorno do déficit de atenção com hiperatividade, transtorno da compulsão alimentar periódica, depressão, bem como da obesidade mórbida e da narcolepsia. Seu uso como medicamento, contudo, é extremamente incomum na atualidade, sendo reservado para pacientes que não responderam aos tratamentos de primeira ou segunda linha.
A metanfetamina, mais do que outros psicoestimulantes, possui um grande potencial de dependência, e a sua utilização crônica pode conduzir ao aparecimento de comportamentos psicóticos, além de outros transtornos mentais como depressão, e principalmente, dependência química de difícil tratamento.

## Mecanismo de ação
Exerce seus efeitos ao aumentar as quantidades de dopamina, noradrenalina e serotonina na fenda sináptica, ampliando assim a neurotransmissão monoaminérgica. O aumento das monoaminas na fenda sináptica dá-se por vários mecanismos, entre os quais a inibição do armazenamento desses neurotransmissores nas vesículas dos terminais neuronais; bloqueio da recaptação das monoaminas por ligação às proteínas transportadoras; diminuição da expressão de transportadores de dopamina na superfície celular; inibição da MAO, levando ao aumento do tempo de vida das monoaminas e através do aumento da atividade e expressão da tirosina hidroxilase, enzima responsável pela síntese de dopamina. A metanfetamina é metabolizada in vivo a anfetamina, que apresenta propriedades farmacodinâmicas semelhantes.

## Farmacocinética
É mais comumente fumada ou insuflada enquanto droga recreativa, mas também pode ser administrada por via oral, injetável ou através das mucosas (anal e vaginal). Quando é fumada ou injetada o efeito é praticamente imediato, provocando um prazer intenso (“flash”) - de forma semelhante ao que ocorre com o crack, que dura apenas alguns minutos; a administração pela via oral ou insuflada provoca euforia mais prolongada, mas não tão intensa como o “flash”. Esta droga é muito solúvel nos lipídios, atravessa facilmente a barreira hematoencefálica e concentra-se especialmente nos rins, pulmões, líquido cefalorraquidiano e cérebro. O seu metabolismo é hepático e a eliminação é renal (a excreção urinária de anfetaminas começa cerca de 3 horas após a ingestão e pode prolongar-se durante 4 a 7 dias, dependendo da dose administrada e do pH da urina).

## Toxicidade
Apesar dos efeitos agradáveis que pode fornecer, a metanfetamina produz tolerância; isto é, o prazer que proporciona desaparece mesmo antes dos seus níveis plasmáticos diminuírem significativamente. Deste modo apresenta um elevado risco de desenvolver toxicidade, na medida em que os usuários tentam manter os seus efeitos através de utilizações repetidas, em curtos espaços de tempo. Os principais mecanismos de toxicidade estão descritos e podem traduzir-se em toxicidade aguda (imediata, após uma única utilização) ou crônica (decorrente do uso continuado, manifesta-se tardiamente). As reações adversas mais frequentes incluem arritmias cardíacas, insônia, irritabilidade e agitação nervosa. De forma menos usual pode-se observar dor abdominal, náuseas, vômito, diarreia, anorexia, perda de peso, obstipação, diminuição da função sexual, alterações na libido, disfunção erétil, fraqueza, cefaleia, hiperhidrose, taquicardia, visão turva, tonturas, infecções no trato urinário e xerostomia. Raramente também se observa um estado mental alterado, enfarte do miocárdio, dermatite alérgica, rash cutâneo, ansiedade, cardiomiopatia, acidente vascular cerebral (AVC), dor no peito, depressão, febre, hipertensão, alterações de humor e psicose.
Na gravidez, a utilização de metanfetamina pode ser fatal para a mãe e resultar em aborto espontâneo ou malformações para o feto.

## Genética e abuso de metanfetamina
Há anos, estudos evidenciam a existência de variantes de genes funcionais herdados que predispõem os indivíduos a adquirirem e manterem o uso de drogas. No que diz respeito à metanfetamina, vários estudos têm reportado associações significativas entre diferentes genes e o uso de metanfetamina ou o desenvolvimento de psicoses induzidas por esta droga.

## Como fazer:
Aviso: 
Droga de abuso:
A metanfetamina vendida como droga nas ruas é também conhecida como meth, cristal, Tina, ou ice.
Cristal, como o nome diz, são uns cristais brancos ou incolores, como açúcar, que podem ser esmagados para virar pó. Geralmente vêm em um minúsculo saco plástico de cerca de 3×3 cm chamado bag. Pode vir algumas vezes na forma de pílulas.

### Vias de administração
Na forma de cristal com estrutura química formada, pode ser fumada. Metanfetamina na forma de pó é geralmente cheirada, mas pode ser misturada em água e injetada por via intravenosa. Pode ainda ser misturada numa garrafa com água e ser bebida.

### Efeitos
Cristal gera uma sensação aparente de alta energia no corpo. Ele pode causar alucinações, fazer com que a pessoa se sinta mais ativa, confiante (às vezes invencível), impulsiva, menos propensa a sentir dor, com alta libido e menos inibições. Além disso, eleva a temperatura do corpo, os batimentos cardíacos e a pressão sanguínea a níveis perigosos, com risco de ataques cardíacos, derrame cerebral, coma ou morte.
A pessoa pode ficar dias sem comer ou dormir. O fim do efeito pode deixar o usuário se sentindo exausto, agressivo e paranoico, e, em alguns casos, pensando em suicídio.
Dependendo de como se aplica o cristal, pode-se danificar os pulmões, nariz, boca e estômago. A má reputação da droga se origina nos vários problemas que tem causado na cena noturna dos Estados Unidos, Austrália e Brasil.

### Toxicodependência
A tolerância ao cristal aparece logo, e mais quantidade da droga é necessária para dar a mesma sensação. A droga tem a reputação de viciar rapidamente.
O uso de cristal por longo período pode acarretar problemas sérios: psicoses, problemas de saúde mental duradouros e intensos (mesmo depois do fim do uso), entre outros.
Evitar cristal pode ser muito difícil, e os efeitos no cérebro podem durar muitos anos depois de parar com a droga.